# Carlos César de Oliveira Sampaio
Carlos César de Oliveira Sampaio (Río de Janeiro, 13 de septiembre de 1861 - París, 18 de septiembre de 1930) fue un ingeniero y político brasileño. Fue alcalde de Río de Janeiro entre 1920 y 1922.
Fue director de las empresas "Porto of Pará, la "Estrada de Ferro Madeira-Mamoré" y de "Docas da Bahia". Representó al Brasil en la I Conferencia Financiera Panamericana en Washington D. C. en 1920. Durante su gestión como alcalde carioca, realizó el derrumbe del Morro do Castelo y de las obras de apertura de la Avenida Central, actual Avenida Rio Branco. Asimismo realizó el saneamiento y relleno de la lagoa Rodrigo de Freitas, hoy la avenida Epitácio Pessoa. Construyó la avenida Maracanã y la reconstrucción de la Avenida Atlantica.